# Wahl zum Abgeordnetenhaus im Osmanischen Reich 1914
An der Wahl zum Abgeordnetenhaus im Osmanischen Reich 1914 nahm nur das Komitee für Einheit und Fortschritt (KEF) als einzige Partei teil. Das neu gewählte Abgeordnetenhaus trat zum ersten Mal im Mai 1914 zusammen.
In dieser Legislaturperiode kämpfte das Osmanische Reich im Ersten Weltkrieg. In diese Zeit fallen der Völkermord an den Armeniern, den Aramäern sowie die Verfolgung der Pontosgriechen. Das Parlament verabschiedete 1915 das Deportationsgesetz.

## Hintergrund
Nach den osmanischen Niederlagen im Ersten Balkankrieg wurde Großwesir Kâmil Pascha durch einen KEF-geführten Militärputsch im Januar 1913 gestürzt. Kâmil Pascha lehnte die türkisch-islamische Synthese des Komitees ab und wurde ernannt, um das Komitee aufzulösen.
Nach der Ermordung des neuen Großwesirs Mahmut Schewket Pascha begann das Komitee die Freiheits- und Einigkeitspartei (Liberale Entente) aufzulösen, deren Unterstützer der Verwicklung in den Mord beschuldigt wurden. Die Liberale Entente wurde auch geschwächt, da das Reich Gebiete auf dem Balkan verlor, wo viele ihrer christlichen Unterstützer lebten. Das Komitee machte Anstrengungen, Unterstützung in den arabischen Provinzen zu gewinnen, indem arabischen Führern Versöhnungsgesten gemacht wurden – was ebenfalls die arabische Unterstützung für die Entente minderte. Das ermöglichte es dem Komitee Wahlen auszurufen, wo Unionisten die Oberhand behielten.

## Durchführung
Wahlbetrug, Nötigung und Zwang führten zu Protesten in mehreren Teilen des Reichs. In Hama unterzeichneten 27 der 48 Wahlmänner eine Petition bezüglich der Wahl in Homs. Als Hama die Wahl abhalten musste, weigerten sich zwei Drittel der Wähler, wählen zu gehen – als Protest gegen den Wahlablauf in Homs. Ähnliche Wahlboykotte fanden in Akkon aufgrund von Unregelmäßigkeiten in Safed und Tiberias statt.